# Мортон, Эндрю
Эндрю Кит Пол Мортон (родился в 1959 году) — австралийский инженер-программист, наиболее известный как один из ведущих разработчиков ядра Linux. В настоящее время он является одним из разработчиков файловой системы Ext3 и интерфейса журналирования для блочных устройств (JBD).
В конце 1980-х годов был одним из партнеров компании в Сиднее, Австралия, которая производила компьютер Applix 1616, а также инженером по аппаратному обеспечению австралийского производителя игрового оборудования Keno Computer Systems (ныне несуществующего). Он получил диплом с отличием по электротехнике в Университете Нового Южного Уэльса в Австралии.
Мортон поддерживает патчсет ядра Linux подименем «mm tree», который содержит незавершенные исправления, которые впоследствии могут быть приняты в официальную ветку Linux, поддерживаемую Линусом Торвальдсом. «mm» как основной полигон для тестирования стал неуправляемо большим и загруженным, и в 2008 году была создана ветку «linux-next» для выполнения большей части этой роли.
В 2001 году Эндрю Мортон и его семья переехали из Вуллонгонга, Новый Южный Уэльс, в Пало-Альто, Калифорния.
В июле 2003 года Мортон присоединился к Open Source Development Labs по соглашению со своим тогдашним работодателем Digeo Inc. (производителем домашнего развлекательного медиацентра Moxi), в рамках которого OSDL поддерживала работу Мортона по разработке ядра Linux, в то время как он продолжал работать в качестве главного инженера в Digeo.
С августа 2006 года Мортон работает в компании Google и продолжает свою текущую работу по поддержке ядра.
Эндрю Мортон выступил с ключевыми докладами на симпозиуме Ottawa Linux Symposium 2004. Он также был ведущим докладчиком на конференции Vision 2007 компании MontaVista Software.
Был экспертным свидетелем в судебном процессе SCO против IBM, оспаривающем авторские права на UNIX.
Эндрю также известен под именем пользователя akpm, которое встречается в адресах электронной почты и как часть URL-адреса его ныне несуществующей веб-страницы. На вопрос, что означают инициалы KP, он ответил: «Некоторые говорят „Kernel Programmer“. Мои родители говорили „Keith Paul“».